# サマンサ・ローン
サマンサ・ローン（Samantha Rone、1994年5月5日 - ）は、アメリカ合衆国生まれのポルノ女優。白人。

## 経歴
ネバダ州ラスベガスに生まれる。カントリーダンスホールのホステスとして働いていた。18歳で、アダルトサイトAmateur Allureに出演、ポルノ女優としてデビューした。その後、Mile High, Smash Pictures, Bang Productions, Girlfriends Films, Pulse Distribution, Pure Play Mediaなど、多数の仕事をこなした。

## 評価
- 2015年 XBIZ Best New Starlet ノミネート
- 2015年 AVN Award for Best New Starlet ノミネート